# Tir amb arc als Jocs Olímpics d'estiu de 1996
Als Jocs Olímpics d'Estiu de 1996 celebrats a la ciutat d'Atlanta (Estats Units d'Amèrica) es disputaren quatre proves de tir amb arc, dues en categoria masculina i dues més en categoria femenina, tant en competició individual com per equips.
Hi participaren un total de 128 arquers, 64 homes i 64 dones, de 41 comitès nacionals diferents.

## Resum de medalles

### Categoria masculina
| Prova                      | Or                                                   | Argent                                               | Bronze                                                    |
| Individual masculí Detalls | Justin Huish                                         | Magnus Petersson                                     | Oh Kyo-Moon                                               |
| Per equips Detalls         | Estats UnitsJustin Huish · Butch Johnson · Rod White | Corea del SudJang Yong-Ho · Kim Bo-Ram · Oh Kyo-Moon | ItàliaMatteo Bisiani · Michele Frangilli · Andrea Parenti |

### Categoria femenina
| Prova                     | Or                                                        | Argent                                                   | Bronze                                                   |
| Individual femení Detalls | Kim Kyung-Wook                                            | He Ying                                                  | Olena Sadovnycha                                         |
| Per equips Detalls        | Corea del SudKim Jo-Sun · Kim Kyung-Wook · Yoon Hye-Young | AlemanyaBarbara Mensing · Cornelia Pfohl · Sandra Wagner | PolòniaIwona Dzięcioł · Katarzyna Klata · Joanna Nowicka |

## Medaller
| Posició | País            | Or | Argent | Bronze | Total |
| 1       | Corea del Sud   | 2  | 1      | 1      | 4     |
| 2       | Estats Units    | 2  | 0      | 0      | 2     |
| 3       | Alemanya        | 0  | 1      | 0      | 1     |
| 3       | Suècia          | 0  | 1      | 0      | 1     |
| 3       | R.P. de la Xina | 0  | 1      | 0      | 1     |
| 6       | Itàlia          | 0  | 0      | 1      | 1     |
| 6       | Polònia         | 0  | 0      | 1      | 1     |
| 6       | Ucraïna         | 0  | 0      | 1      | 1     |